# Torsåker slott

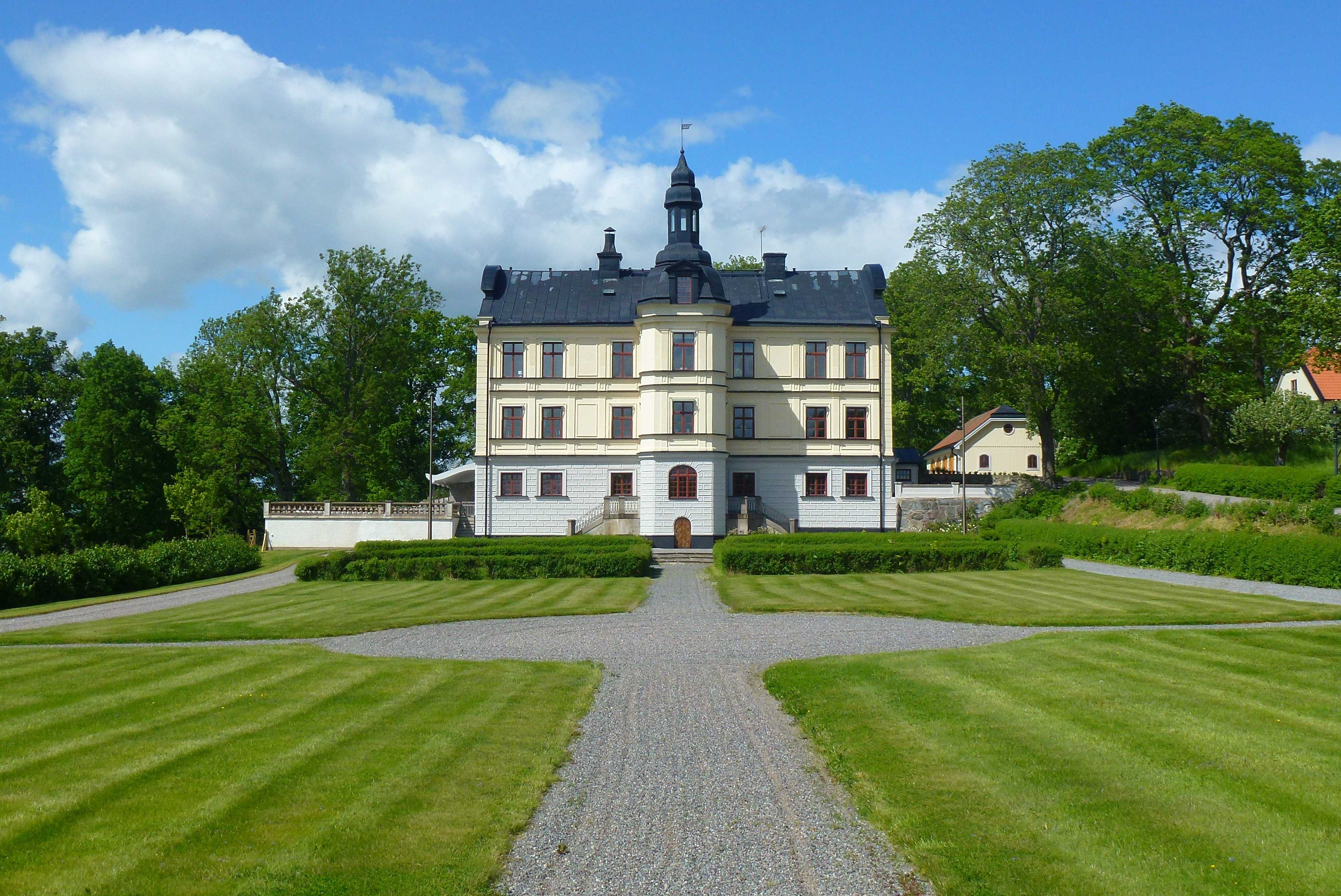
Torsåker slott.

Torsåker slott, ett av Upplands förnämsta herresäten, beläget i Hammarby socken i Upplands Väsby kommun, cirka 30 km norr om Stockholms centrum. År 1931 bestod egendomen av 392 hektar mark. Huvudbyggnaden från 1870-talet har en slottsliknande arkitektur. Spannmålsmagasinet från 1759 är ett byggnadsminne. 

## Historia

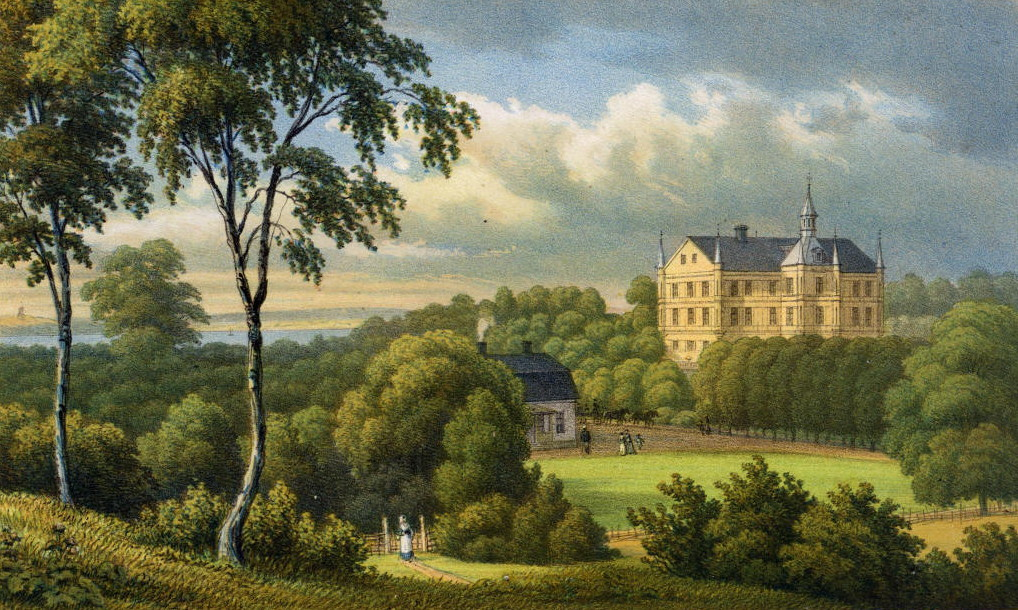
Torsåker med sina sidotorn, 1881.

Torsåker eller Tjursåker som var gårdens ursprungliga namn går tillbaka till förhistorisk tid. År 1348 byttes Torsåker bort från Skokloster och år 1629 blev riksrådet Johan Eriksson Sparre dess ägare. På 1670-talet blev gården säteri. Karl XI:s reduktion reducerade egendomen, men den återlöstes år 1722 av Fredrik Gyllenborg. Hans arvingar sålde år 1768 Torsåker på auktion till M. Ehrenmalm. 1872 blev greve Hans Wachtmeister af Johannishus ägare och år 1900 friherre G.F. Åkerhielm.  
Efter att under en tid ha ägts av familjen Tornehave såldes Torsåker senare till finansmannen Per Taube, som 2010 sålde fastigheten till Antonia Ax:son Johnson.

## Byggnader

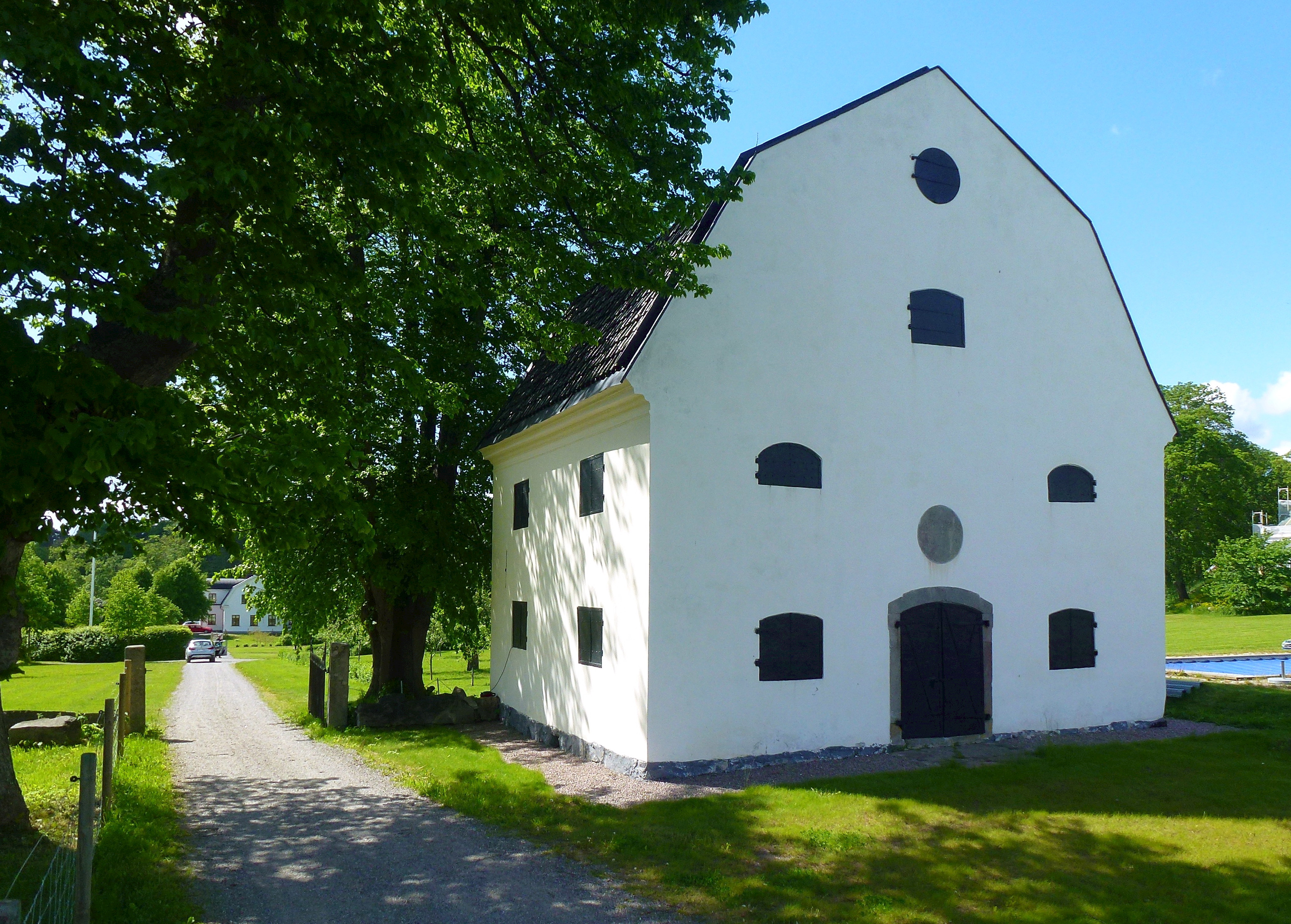
Torsåkers spannmålsmagasin.

### Slottet
Huvudbyggnaden är en trevåningsbyggnad med slottsliknade arkitektur, uppfört på 1870-talet. Huset domineras av ett högt centraltorn som kröns av en spetsig spira. Tornet vilar på grundmurar som antas härrör från 1600-talet. Tornet och huset flankerades ursprungligen av totalt sex sidotorn. Dessa togs bort i samband med en ombyggnad 1902. Samtidigt ändrades gavlarna i barockstil.

### Spannmålsmagasinet
Intill infarten från landsvägen står Torsåkers spannmålsmagasin, som byggdes 1759 på initiativ av Gyllenborgs änka. Det skulle fungera som spannmålsbank för gårdens underlydande. Ovanför ingångsdörren sitter en rund inskriptionstavla av ölandskalksten med följande text: "Torsåckers Egendomars Underliggande Bönder och Torpares Spanmåls magasin år 1763. FSGB-EJSC". Bokstäverna härrör från Fredrik Gyllenborgs och hans makas initialer. Magasinet är en omistlig del av den kulturhistoriskt värdefulla miljön vid Torsåker och förklarades till byggnadsminne år 1996.